# العیس
العیس (به عربی: العیس) یک منطقهٔ مسکونی و در سوریه است که در استان حلب واقع شده‌است. العیس ۴٬۸۰۱ نفر جمعیت دارد.